# Принцесса-лебедь
«Принце́сса-ле́бедь» (англ. The Swan Princess) — американский мультфильм, выпущенный в 1994 году и основанный на известном балете П. И. Чайковского «Лебединое озеро». Мультфильм срежиссирован Ричардом Ричем, бывшим диснеевским режиссёром. 
В мультфильме звучат голоса Джека Пэланса, Говарда Макгиллина, Лиз Каллауэй, Мишель Никастро, Стивена Райта и Джона Клиза. Использована музыка Лекса де Азеведо, включая основную тематическую песню Far Longer than Forever, которая в 1995 году на 52-й церемонии была номинантом на премию «Золотой глобус» за лучшую песню.В 1995 году на 23-й церемонии был номинантом на премию «Энни» за лучший анимационный фильм.

## Сюжет
Ещё будучи детьми, принц Де́рек (заменяет принца Зигфрида) и принцесса Оде́тт были обручены и каждое лето должны были проводить вместе, потому что их овдовевшие родители надеялись, что их дети в конце концов полюбят друг друга и поженятся. Таким образом, два королевства наконец-то объединятся. Пока Дерек и Одетт были маленькими, они совершенно не нравились друг другу, но, повзрослев, молодые принц и принцесса всё же влюбились друг в друга.
Однако случается так, что Одетт обижается на Дерека и решает, что станет его женой только если Дерек докажет, что он любит её такой, какая она есть, а не за одну только её красоту. В это же время тёмный владыка и бывший канцлер короля Ви́льяма (отца Одетт), лорд Ротбарт, который в своё время был изгнан из королевства за свои тёмные дела с использованием запретных искусств магии, задумывает коварный план по захвату власти: вместо завоевания королевства силой, стать королём законно, женившись на наследнице.
Мстительный Ротбарт убивает короля Вильяма и похищает юную Одетт, налагая на неё заклятье, в силу которого она днём превращается в лебедя и лишь ночью, при луне, может становиться человеком. И лишь клятва в вечной любви Дерека или замужество с Ротбартом может снять заклятье. В последнем случае Ротбарт получает в свою собственность королевство. А если же Дерек поклянётся в вечной любви другой, Одетт погибнет.
В королевстве Юберты, матери Дерека, все уверены, что Одетт давно погибла. Однако Дерек не оставляет надежду и пытается найти свою единственную любовь. Со своими друзьями — черепахой Скороходом, птицей-тупиком Лейтенантом Пуффином и лягушкой Жан-Прыгом (который считает себя принцем и надеется превратиться в него после поцелуя прекрасной принцессы), Одетт делает так, что Дерек приходит к озеру, где видит, как она превращается из лебедя в принцессу. Дерек приглашает Одетт во дворец на бал.
Теперь Дереку достаточно при всех поклясться Одетт в вечной любви, и чары Ротбарта спадут. Зная это, Ротбарт запирает Одетт у себя в замке, превращает Бриджетт — свою прислужницу-ведьму — в двойника Одетт и приводит её на бал к Дереку, чтобы принц поклялся в вечной любви к ней, полагая, что это его возлюбленная. Таким образом, Одетт умрёт и не достанется никому. Несмотря на помощь её друзей-животных, которые вызволяют принцессу из замка, Одетт не успевает сообщить Дереку, что он клянётся в любви не той.
Принц произносит клятву, и Одетт умирает. Дерек понимает, что его жестоко и бессовестно обманули, и изо всех сил бежит к озеру, где лежит мёртвая Одетт. Ротбарт появляется у озера и вызывает Дерека на поединок, заявляя, что Одетт оживёт только если Дерек победит его в честном бою. Затем тёмный владыка превращается в Великого Зверя и начинается решающая битва. Используя свою звериную мощь, Ротбарт превосходит Дерека и наносит ему тяжёлые увечья, но с помощью зверей-друзей Одетт, нашедших лук Дерека, и своего друга Бромли, Дерек производит смертельный выстрел стрелой из лука прямиком в сердце Ротбарта/Великого Зверя и тёмный владыка гибнет. Убитый горем Дерек склоняется над мёртвой Одетт и произносит слова клятвы в вечной любви, после чего принцесса оживает — заклятье разрушено. Затем они поженились и зажили счастливо.

## Команда

### Актёры
| Актёр | Роль             |
| --- | ---------------- |
| Джек Пэланс (озвучка) / Лекс де Азеведо (вокал)                                                              | Лорд Ротбарт     |
| Адам Уили (озвучка и вокал юного Дерека) / Говард Макгиллин (озвучка и вокал взрослого Дерека)               | Принц Дерек      |
| Адриан Захири (озвучка и вокал юной Одетт) / Мишель Никастро (озвучка взрослой Одетт) / Лиз Каллауэй (вокал) | Принцесса Одетт  |
| Джон Клиз (озвучка) / Дэвид Зиппель (вокал)                                                                  | Жан-Прыг         |
| Стивен Райт (озвучка) / Джонатан Хэдери (вокал)                                                              | Скороход         |
| Стив Винович                                                                                                 | Лейтенант Пуффин |
| Марк Харелик                                                                                                 | Лорд Роджерс     |
| Джеймс Эррингтон (озвучка) / Дэвис Гейнс (вокал)                                                             | Камергер         |
| Джоэл Маккиннон Миллер (озвучка) / Уэс Брюэр (вокал)                                                         | Бромли           |
| Дэйкин Мэттьюс                                                                                               | Король Уильям    |
| Сэнди Дункан                                                                                                 | Королева Юберта  |
| Брайан Ниссен                                                                                                | Рассказчик       |
| Бэсс Хоппер                                                                                                  | Бриджетт         |

### Съёмочная группа
- Кинорежиссёр: Ричард Рич
- Продюсеры: Ричард Рич, Джаред Ф. Браун
- Исполнительные продюсеры: Джаред Ф. Браун, Селдон Янг
- Соисполнительный продюсер:  Мэтт Мэзер
- Сопродюсеры: Терри Л. Носс, Томас Дж. Тобин
- Авторы сюжета: Ричард Рич, Брайан Ниссен
- Автор сценария: Брайан Ниссен
- Композитор: Лекс де Азеведо
- Авторы песен: Лекс де Азеведо, Дэвид Зиппель
- Кастинг: Джеффри Джонсон, Винсент Дж. Лифф, Тара Джейн Рубин

## Песни
- «Чудная идея» (англ. This Is My Idea) исполняют Сэнди Дункан, Дэкин Мэтьюс, Говард МакГиллин, Лиз Каллоуэй, Адам Уайли, Дж. Д. Дэниэлс, Вэс Брюэр, Эдриан Захири, Лариса Олейник, Алиса Нордберг и Стивен Стюарт
- «Драться, драться, драться» (англ. Practice, Practice, Practice) исполняют Пол Эйнсли, Рик Стоунбэк, Том Алан Роббинс, Ленни Вольпе и Сэнди Дункан
- «Тебя давно люблю я» (англ. Far Longer than Forever) исполняют Лиз Каллоуэй и Говард МакГиллин
- «Наш страх» (англ. No Fear) исполняют Лиз Каллоуэй, Стив Винович, Джонатан Гадари и Дэвид Зиппель
- «Мистер Наглость» (англ. No More Mr. Nice Guy) исполняют Лекс де Азеведо и девушки с фонтана
- «Парад принцесс» (англ. Princesses on Parade) исполняют Дэвид Гэйнс, Марк Харелик и квартет
- «Тебя давно люблю я» (завершающая тема) (англ. Far Longer Than Forever (End Title Version)) исполняют Реджина Белл и Джеффри Осборн
- «Вечность» (англ. Eternity) исполняет группа "Dreams come true"

## Премьера в кинотеатрах
Мультфильм «Принцесса-лебедь» был представлен в кинотеатрах с ноября 1994 и в сумме собрал 2 445 155 долларов за первые сеансы уик-эндов. В сумме, с учётом продаж дисков для домашнего просмотра, общий сбор составил 9 771 658 долларов.

### Дисковая версия
Мультфильм «Принцесса-лебедь» был представлен в версии для домашнего просмотра 1 августа 1995 года. В некоторых странах Европы, полная трилогия «Принцессы-лебеди» была выпущена в двухдисковом варианте и представлена в продажу 16 февраля 2004. 30 марта 2004, было выпущено переиздание мультфильма к 10-летнему юбилею со дня выхода в виде специального издания на DVD. Это издание содержит некоторое количество дополнительных материалов об истории создания, включены трейлеры, рассказ авторов по ходу действия мультфильма, песни-караоке и игры. 2 августа 2005, «Принцесса-лебедь» была выпущена в виде двухдискового DVD с его триквелом «Принцесса-лебедь: Тайна заколдованного сокровища».

## Награды
- Номинация на премию «Золотой глобус» за лучшую песню (1995) — «Больше, чем вечно» (англ. Far Longer than Forever)
- Номинация на премию «Энни» за лучший анимационный фильм» (1995)

## Оценки
Кинокритик Роджер Эберт в рецензии в Chicago Sun-Times отметил, что «„Принцесса-лебедь“, навеянный „Лебединым озером“ является самым поздним и, пожалуй, наилучшим в череде диснеевских подражаний — полнометражных мультипликационных фильмов, сочетающих музыку, продвинутую графику и более замысловатых персонажей, в духе недавних диснеевских хитов — „Русалочка“, „Красавица и Чудовище“, „Аладдин“ и „Король-лев“», хотя и указал, что мультипликационный фильм «не вполне соответствует данному стандарту (песни не очень запоминающиеся, а мультипликация не настолько гибкая и детальная), но как праздничное семейное развлечение, довольно таки хорош, и, по крайней мере, столь же прелестен, как, скажем, выпущенный прямиком на видео диснеевский бестселлер „Возвращение Джафара“». Он считает, что Рич и Гордон «очевидно, тщательно изучили недавние успехи Диснея», поскольку «их героиня, принцесса Одетта, следуя традиции Русалочки, и не может привлечь внимание или быть услышанной человеком, которого она любит», а «её величайшим достоянием являются три весёлых маленьких сопутствующих персонажа: черепаха, лягушка и тупик, которые обеспечивают комическую обстановку, как непременные друзья-сподвижники в фильмах Диснея». Кроме того, Эберт полагает, что сходство с «Русалочкой» присутствует в наличии нескольких музыкальных выступлений с участием главной героини, кульминацией которых «являются её отчаянные попытки заявить о себе принцу, которого вот-вот ужасно обманут». В качестве своего любимого персонажа, «хотя бы за его идеальное имя», Эберт указывает лягушонка Жан-Прыга, озвученного Джоном Клизом, попутно упомянув про «забавное приключение, включающее ров замка, защищённый двумя голодными аллигаторами, которые огрызаются на него во время его бесконечной попытки перебраться». Также ему «понравился Ротбарт, с голосом Джека Паланса (во время исполнения им „Мистер Наглость“, где он даже делает отжимание на одной руке)». В то же время, относительно образа Дерека, Эберт отметил, что «принц, как обычно в таких историях, содержит в себе всю суть модели в рекламе дезодоранта для подмышек». А говоря об Одетт, он обращает внимание на то, что она «умная молодая леди, хотя и недостаточно умная, чтобы держаться подальше от магических заклинаний злого Ротбарта». В целом же Эберт считает, что «Принцесса-лебедь» «раскрывает себя как фильм о наших политически корректных временах на ранней сцене, где принц совершает ошибку, говоря принцессе, что она „прекрасна“. „И это всё?“, спрашивает она. А что ещё нужно мне? Принц в недоумении от слов: „А что ещё нужно?“ И поэтому принцесса смиренно уходит из его жизни и оказывается во всевозможных крайне затруднительных положениях, просто потому, что принц, которого она знала с детства, не смог сказать, что она тоже умна». В этом Эберт видит «прогресс», поскольку «красота долгое время была единственным атрибутом принцесс в сказках, не считая некоторой бессмысленной задумчивости». Подытоживая Эберт отметил, что «„Принцесса-лебедь“ выглядит лучше, живее и увлекательнее, нежели блёклые „Дюймовочка“ и „Рок-Ку-Ка-Ре-Ку“, самые ближайшие соперники по кассовым сборам, не связанные с Диснеем», а также подчеркнул, что «несмотря на сравнительно ограниченные возможности, находящиеся в его распоряжении, Ричард Рич показывает, что он понимает недавний ренессанс Диснея и способен сотворить нечто подобное».
Кинокритик Кэрин Джеймс в The New York Times отметив, что «этот анимационный мюзикл, основанный на легенде, навеянной „Лебединым озером“, и явно заимствуя формулу диснеевского „Красавица и Чудовище“, оказывается сам по себе забавным и чарующим», указала, что «„Принцесса-лебедь“ показывает, что превосходное копирование является замечательной идеей». Кроме того, она считает, что «это фильм, который роскошен в своей классической сказочной манере, с несколькими новенькими поворотами». В то же время Джеймс отметила, что прозвучавшие в мультфильме песни Де Азеведо и Зиппеля являются подражанием Алану Менкену и Ховарду Эшману, высказала мнение, что Far Longer than Forever «даже перекликается с первыми пятью нотами „Beauty and the Beast“», хотя и указывает, что «песни, начиная с баллад и заканчивая мелодиями, навеянными бродвейским представлением, хорошо служат повествованию». Тем не менее она называет песню This Is My Idea, сопровождающую сюжетный переход Дерека и Одетт «от детства до ленивого отрочества, когда они не могут терпеть друг друга, до юного возраста, когда они влюбляются», «живой, бодрой», а также подчёркивает, что «роскошные и забавные музыкальные номера включают пародийный конкурс красоты под названием „Princesses on Parade“, который показывает Дереку, что красота — это не всё», как и обращает внимание на «главный номер программы» — Ротбарта, в исполнении Джека Паланса, «который танцует и поёт „No More Mr. Nice Guy“, наряду с отжиманием». Рассматривая вопрос о качестве изображения Джеймс отмечает, что «„Принцесса-лебедь“, созданная из вручную нарисованных кадров, а не посредством компьютерной анимации, протекает как сновидение». Подытоживая, и ещё раз обратив внимание на то, что «Жан-Прыг с французским акцентом — аналог Люмьера, вдохновлённого Морисом Шевалье», в то время как «„Princesses on Parade“ перекликается в „Be Our Guest“ с хореографией Басби Беркли», а также, что «заключительные титры даже предлагают поп-дуэт на тему любви в фильме, на этот раз в исполнении Реджины Белль и Джеффри Осборна», как и высказав мнение, что «Принцесса-лебедь» вполне «может стать негласным сиквелом „Красавицы и чудовища“», Джеймс указала, что мультфильм не «так хорош или свеж, но всё равно вкусен, и обязательно развлечёт детей и их, попавшихся на крючок, родителей».

## Сиквелы
На сегодняшний момент имеется 11 сиквелов:
- «Принцесса-лебедь: Тайна замка» (1997)
- «Принцесса-лебедь: Тайна заколдованного королевства» (1998)
- «Принцесса-лебедь: Рождество» (2012)
- «Принцесса-лебедь: Королевская сказка[англ.]» (2013)
- «Принцесса-лебедь: Пират или принцесса?[англ.]» (2016)
- «Принцесса-лебедь: Королевское прикрытие[англ.]» (2017)
- «Принцесса-лебедь: Королевская тайна[англ.]» (2018)
- «Принцесса-лебедь: Царство музыки[англ.]» (2019)
- «Принцесса-лебедь: Королевская свадьба[англ.]» (2020)
- «Принцесса-лебедь: Рождение сказки[англ.]» (2023)
- «Принцесса Лебедь: Дольше, чем вечность[англ.]» (2023)

Изначально к мультфильму было снято два сиквела: «Принцесса-лебедь: Тайна замка» и «Принцесса-лебедь: Тайна заколдованного замка». В обоих сиквелах главные герои сталкиваются лицом к лицу с наследием Ротбарта — главного антагониста оригинального фильма. Большинство озвучивающих артистов в сиквелах новые, за исключением Мишель Никастро, которая озвучивает Одетт, и Стива Виновича, который озвучивает Лейтенанта Пуффина. В обоих сиквелах использована классическая мультипликация и фоны из первой части, равно как и качество музыкальной части.
В 2012 году вышла четвёртая часть — «Принцесса-лебедь. Рождество», начиная с которой серия стала создаваться с помощью компьютерной анимации. Почти все актёры были заменены на новых, в том числе потому, что Мишель Никастро скончалась за два года до этого. Пятая часть истории «Принцесса-лебедь: Королевская сказка» впервые увидела свет в 2014 году, выйдя к 20-летию оригинального фильма. В нём была окончательна завершена первичная сюжетная линия с чёрной магией Ротбарта и начата новая — о воспитании Дереком и Одетт приёмной дочери Элис. Через 2 года состоялась премьера шестого фильма — «Принцесса-лебедь: Пират или принцесса?», а через год и седьмого — «Принцесса-лебедь: Королевское прикрытие».
В 2018 году вышел восьмой фильм «Принцесса-лебедь: Королевская тайна», который напрямую продолжал сюжет предшественника. Ещё через год вышел «Принцесса-лебедь: Царство музыки», который был сделан с гораздо большим уклоном в мелодраму. В 2020 году вышел десятый фильм «Принцесса-лебедь: Королевская свадьба»